# ハシボソミズナギドリ
ハシボソミズナギドリ（嘴細水薙鳥、学名：Ardenna tenuirostris）は、ミズナギドリ目-ミズナギドリ科に分類される鳥類の一種。
最も長距離の渡りをする鳥の一つとして知られ、1年のうちに累計距離にして約32,000kmを移動する（距離の比較資料：1 E7 m）。

## 分布
オーストラリア南東部からタスマニアの近郊の島々で繁殖する。
非繁殖期は北上して赤道を越え、日本近海ではほぼ周年観察されるが、冬季は少ない。5-8月ごろに親鳥や若鳥が大群をなして現れ、5-6月には太平洋岸に北上する若い個体が多く見られる。大群は魚やイカ、オキアミなどを探して洋上を移動し、なかにはベーリング海を越えた北極海まで渡る群れもある。繁殖しない若鳥は通年日本近海で見ることができるが、繁殖を控えた親鳥は北アメリカ沿岸を南下した後、太平洋を横切って繁殖地へ戻る。
その渡りのルートをたどると約32,000kmとなり、太平洋の北西半分に頭の大きな「8」の字が描ける。餌の発生に合わせての北半球と南半球にまたがる渡りは、カモメ科のキョクアジサシとともに鳥類で最大のスケールである。なお、「鳥類で最長」は「飛翔動物で最長」と実質的同義である。

## 形態
全長は42cm (40-45cm) で、翼開長（翼を全開したときの左右の幅）は97cm (95-100cm) になり、アホウドリ（翼開長約240cm）を半分以下に小さくしたような体形をしている。体重は480-800g。
雌雄同色で、体色はほぼ全身黒褐色だが、体の下面はやや灰色がかっている。翼の下面は光線の具合によって、灰色や灰白色に見える。嘴は黒褐色で、他のミズナギドリと比べると短く（嘴峰長31.5-34.5mm）細めであり、これが和名の由来である。足は黒褐色。

## 分類
本種は、以前は ミズナギドリ属（Puffinus ）に分類されていたが、遺伝子に基づく研究成果により、現在では ハシボソミズナギドリ属（Ardenna）に分類されている。

## 生態
非繁殖期は海洋に生息する。速い羽ばたきと滑翔を交互にして海面低くを飛翔し、魚類やイカなど餌の群れを見つけるとたくさん集まり、海面下に潜って採食する。海面からの飛翔時には羽ばたきながら滑走する。
繁殖地はタスマニアや、バス海峡、オーストラリア南東部に散在する小島に毎年9-10月ごろ同じオスとメスが飛来し、1-2m の巣穴に草を少し敷いて、11月下旬に1個を産卵する。卵は7.2-7.3cm × 4.4-4.7cm で白色無斑。抱卵期間はおよそ50日。ヒナが孵化（ふか）すると、親鳥はヒナにオキアミを与えるためオーストラリアの南の海へ連日採餌に出ていくようになる。
巣穴の中で餌を多量に与えられたヒナは肥え太って親鳥の体格を上回る。
ヒナが十分に大きくなると、親鳥は体力のついたヒナを置き去りにして北半球への長い渡りに出発する。
残ったヒナは体と胃に蓄えた脂肪分で生き延びて成長し、大人の羽根に換羽した後に巣穴を出て親鳥の後を追う。

## 人間との関係
オーストラリアでは巣穴に置き去りにされた時期のヒナを Mutton Bird （マトンバード）と呼び、食用のほか脂肪を製油して製剤（ビタミンA剤）にも使用していた。ただし捕獲数は制限され、繁殖地はどこも厳重に保護されている。